# Llengües atapascanes
Les llengües atapascanes o dené són un grup de llengües de la família Na-dené parlades a Amèrica del Nord. El nom, donat per Albert Gallatin, prové del llac Athabasca. El nom "atapasca" no correspon a cap gentilici del grup, ni exònim ni endònim; el mot ni tan sols és d'origen atapascà. És el nom d'un llac dins de l'extensió original de les llengües atapascanes, però el nom del llac prové de la llengua Cree (de la família àlgica), amb el significant "on hi ha plantes, l'una rere l'altra" (aðapaskāw). Segons Albert Gallatin, l'investigador qui va anomenar el grup de llengües, la designació fou arbitrària.
La seva divisió se sol fer per àrees geogràfiques (nord, pacífic i sud), malgrat les discrepàncies entre llengües de cada grup (especialment al grup del nord). Els idiomes d'aquesta subfamília deriven d'una llengua perduda, el protoatapascà. La majoria d'idiomes del grup presenten tonalitat i una gran complexitat verbal, amb afixos que indiquen quantitat, situació del parlant, cas gramatical, marca de transitivitat i conjugació. El grup inclou prop de 50 idiomes de què s'han conservat evidències, entre els quals destaquen el chipewyan, el sarsi, el deg hit'an, el tanana, el navaho i l'apatxe.

## Classificació interna
La família de llengües atapascanes sembla haver-se originat en el nord-est d'Amèrica del Nord, àrea on encara registra la major diversitat. Expansions posteriors des d'aquesta regió van portar aquestes llengües tan al sud com Califòrnia o el Nord de Mèxic. Les llengües atapascanes s'agrupen usualment en tres grans grups: atapascà septentrional, atapascà de la costa del Pacífic i atapascà meridional. Es discuteix si les llengües de la costa del Pacífic formen realment una agrupació genètica vàlida. El grup septentrional és particularment problemàtic i divers i probablement no constitueix un grup filogenètic pròpiament dit. Donat el fracàs per proporcionar subgrups ben definits, la família atapascana (especialment les llengües del nord) ha estat anomenada «complex cohesiu» per Michael Krauss (1973, 1982). Per tant, el model d'arbre genètic per a la classificació genètica pot ser inadequat. Les llengües de la branca sud són molt més homogènies i són l'únic subgrup clarament filogenètic.
A continuació es mostra un esbós de la família, mostrant solament les branques principals d'aquesta. Aquest esbós es basa principalment en la classificació de Keren Rice segons es mostra en Goddard (1996) i Mithun (1999).
1. Alaska Sud
2. Alaska-Yukon Central
3. Canadà nord-occidental
4. Tsetsaut
5. Columbia Britànica Central
6. Sarsi
7. Kwalhioqua-Tlatskanai
8. Atapascà de la costa del Pacífic
9. Apatxe

Les branques 1-7 són l'agrupament del Nord. Kwalhioqua-Tlatskanai (#7) sovint s'ha considerat part de la Costa Pacífic, però una recent revisió per part de Krauss no la troba propera a aquestes llengües. Una classificació lleugerament diferent, formulada per Jeff Lee, és la següent (Tuttle & Hargus 2004:72-74):
1. Alaska (Ahtna, Dena’ina, Deg Hit’an, Koyukon, Kolchan, Tanana Bajo, Tanacross, Tanana Alto, Gwich’in, Han)
2. Yukon (Tsetsaut, N. Tutchone, S. Tutchone, Tagish, Tahltan, Kaska, Sekani, Dunneza)
3. Columbia Britànica (Babine-Witsuwit’en, Dakelh, Chilcotin)
4. Est (Dene Suline, Slave, Dogrib)
5. Sud (Tsuut’ina, Apatxe, Costa del Pacífic)

### Atapascana septentrional
- Llengües atapascanes Alaska meridional

1. Ahtna 35 parlants (2000)
2. Dena'ina 75 (1997)
- Llengües atapascanes d'Alaska central-Yukon

3. Deg xinag 25 (1997)
4. Holikachuk (o innoko) 12 (1995)
5. koyukon 300 (1995); 100 (2000)
6. Alt Kuskokwim 40 (1995)
7. Alt Tanana 24 (1995-2000)
8. Tanacross 35 (1997)
9. Baix Tanana 30 (1995)
10. Tutchone meridional 200 (1995)
11. Tutchone septentrional 200 (1995)
12. Gwich'in (o kutxin) 800 (1995)
13. Hän (també han) 14 (1995-1997)
- Llengües atapascanes del nord-oest del Canadà

A. Llengües de la serralada o tagish-tahltan-kaska
14. Tagish 2 (1995)
15. Tahltan 35 (2002)
16. Kaska 400 (1995)
17. Sekani 35 (1997)
18. Danneẕa (o beaver) 300 (1991)
B. Llengües slave-hare
19. Slave
a. Slave del nord 1.030 (1995); 300 (2002); 1.235 (2006)
b. Slave del sud 2.890 (1995); 2.000 (2002); 2.310 (2006)
20. Mountain
21. Bearlake
22. Hare
23. Dogrib 2.110 (2001); 2.000 (2002)
24. Dené o dené suliné (chipewyan) 5.000-12.000 (1982); 9.030 (1995)
- Tsetsaut

25. Tsetsaut † (~1950)
- Llengües atapascanes del centre de Colúmbia Britànica

26. babine (també carrier septentrional) 500 (1997)
27. Carrier
a. Carrier del sud 500 (1997)
b. Carrier central 2.060 (2001); 1.500 (2002)
28. Tsilkotin 1.140 (2001)
- Llengua sarsi

30. Sarsi 50 (1991)
- Llengües kwalhioqua-tlatskanai

31. kwalhioqua-tlatskanai † (hacia 1930)

### Atapascana de la costa del Pacífic
- Subgrup atapascà de Califòrnia

32. Hupa 8 (1998)
33. Mattole †
34. Atapascà del riu Eel †
- Subgrup atapascà d'Oregon

35. Chetco 5 (1962)
36. Tututni 10 (1962)
37. Galice-Applegate †
38. Tolowa 4 (1994)

### Atapascanes meridionals
- Subgrup apatxe de les planures

39. Apatxe de les planures (apatxe kiowa) 1.000 (1980); 18 (1990)
- Subgrup apatxe occidental

A. Chiricahua-Mescalero 1.800 (1977)
40. Chiricahua
41. Mescalero
42. Navaho  125.000 (1980); 149.000 (1990); 150.000 (2002); 170.717 (2007)
43. Apatxe occidental (coyotero) 11.000 (1980); 12.700 (1990)
- Subgrup apatxe oriental

44. Jicarilla 680 (2000)
45. Lipan 2 (1981)

## Descripció lingüística

### Fonologia
Una reconstrucció recent del proto-atapascà consta de 40 consonants (Cook 1981; Krauss & Golla 1981; Krauss & Lee 1981; Cook & Rice 1989), segons es detalla a continuació:
| Obstruents | Obstruents       | Obstruents  | Obstruents  | Obstruents  | Obstruents  | Obstruents  | Obstruents  | Obstruents  | Obstruents  | Obstruents  |             |
|            |                  | Bilabial    | Alveolar    | Alveolar    | Palatal     | Palatal     | Velar       | Uvular      | Uvular      | Glotal      |             |
| Central    | Lateral          | Bilabial    | plana       | Labial      | plana       | Labial      | Velar       |             |             | Glotal      |             |
| ---------- | ---------------- | ----------- | ----------- | ----------- | ----------- | ----------- | ----------- | ----------- | ----------- | ----------- | ----------- |
| Oclusiva   | No aspirada      |             | *t          |             |             |             | *k          | *q          | *qʷ         |             |             |
| Oclusiva   | Aspirada         |             | *tʰ         |             |             |             | *kʰ         | *qʰ         | *qʷʰ        |             |             |
| Oclusiva   | Ejectiva         |             | *t’         |             |             |             | *k’         | *q’         | *q’ʷ        | *ʔ          |             |
| Africada   | No aspirada      |             | *ʦ          | *tɬ         | *ʧ          | *ʧʷ         |             |             |             |             |             |
| Africada   | Aspirada         |             | *ʦʰ         | *tɬʰ        | *ʧʰ         | *ʧʷʰ        |             |             |             |             |             |
| Africada   | Ejectiva         |             | *ʦ’         | *tɬ’        | *ʧ’         | *ʧ’ʷ        |             |             |             |             |             |
| Fricativa  | Consonant àtona  |             | *s          | *ɬ          | *ʃ          | *ʃʷ         | *x          | *χ          | *χʷ         | *h          |             |
| Fricativa  | Consonant sonora |             | *z          | *ɮ          | *ʒ          | *ʒʷ         | *ɣ          | *ʁ          | *ʁʷ         |             |             |
| Sonorants  |                  |             |             |             |             |             |             |             |             |             |             |
| Nasal      | Nasal            | *m          | *n          |             | *ɲ          |             |             |             |             |             |             |
| Aproximant | Aproximant       |             |             |             | *j          |             |             |             | *w          |             |             |
| Vocal      | Vocal            | \| \| \| \| | \| \| \| \| | \| \| \| \| | \| \| \| \| | \| \| \| \| | \| \| \| \| | \| \| \| \| | \| \| \| \| | \| \| \| \| | \| \| \| \| |
|            |                  |             |             |             |             |             |             |             |             |             |             |
|            |                  |             |             |             |             |             |             |             |             |             |             |

### Tonogènesi
Moltes llengües atapascanes són llengües tonals, durant molt temps les correspondències tonals entre diferents llengües atapascanes van intrigar als lingüistes i la resolució del problema de la tonogènesi atapascana ha tingut repercussions teòriques important per a l'estudi d'altres llengües tonals. El primer esment del to en una llengua atapascana la va fer Petitot (1876) en la seva descripció del chipewyan, més tard Legoff va tornar a registrar l'existència de to.

### Comparació lèxica
Els numerals en diferents llengües atapascanes són:
| GLOSSA | Atapascà Septentrional | Atapascà Septentrional | Atapascà Septentrional       | Atapascà Septentrional | Atapascà del Pacífic | Atapascà del Pacífic | Atapascà Meridional | PROTO- ATAPASCÀ |
| GLOSSA | PROTO- ATAP. Or.       | PROTO- BAB.-CAR        | PROTO- YUKON                 | PROTO- ALASKA          | PROTO- CALIFOR.      | PROTO- OREGON        | PROTO- APATXE       | PROTO- ATAPASCÀ |
| ------ | ---------------------- | ---------------------- | ---------------------------- | ---------------------- | -------------------- | -------------------- | ------------------- | --------------- |
| '1'    | *ĩ-ɬaɢe i-ɬa-t’i       | *ĩλah                  | *(č)’iλk’eh/ *ke-λk’eh       | *c’ilk’i               | *ɬaʔha               | *ɬaː                 | *táłaʼáí            | *tɬah-          |
| '2'    | *nak’e                 | *nanki                 | *neka-                       | *na-daigi              | *nahki               | *naːxi               | *náˑʔki             | *naˑk’i         |
| '3'    | *taɢe-                 | *taq’i                 | *taq’e                       | *taːgi                 | *taːk’i              | *taːɣi               | *táˑg’i             | *taq’i          |
| '4'    | *din-                  | *tink’e                | *dink’e                      | *t’enkih               | *diŋkʼi              | *t’ənči              | *dɪ́ˑŋgi             | *t’ink’i        |
| '5'    | *cõlaɢe                | *s-kʷənlai             |                              | *alc’ani               | *sxoːɬaʔ             | *ʂxoːɬaʔ             | *ašdlaʼi            |                 |
| '6'    | *ecʼĩ-taɢe             | *(i)ɬkə-taq’i          | *nikʼetakʼe/ tunan(č)’iλk’eh | *k’ostaːni             | *gostʰaːni           | *k’wostʰaːni         | *gostáˑn            | *k’ostaˑni      |
| '7'    |                        |                        |                              | *konc’aɣi              | *goskidi             | *sʧet’e              | *gos-tsʼidi         |                 |
| '8'    | *ecʼĩ-din-             | *(i)ɬkə-tink’e         | *nikʼe-dinkʼe/ *tunan-takʼe  |                        |                      | *nahkantu            | *cáˑʔpi             |                 |
| '9'    |                        | *10-1                  |                              |                        |                      | *ɬanti               | *n-go-stʼáí         |                 |
| '10'   |                        | *hwonize?              |                              | *kolozaːn              | *nesiyan             | *kweneza(n)          | *goneˑznáˑn         |                 |
En aquesta tabla /c, č, š, λ/ són els símbols de l'AFA (en AFI es representarien com a /ʦ, ʧ, ʃ, tɬ͡/).